# 圣弗赖涅
圣弗赖涅（法語：Saint-Fraigne，法語發音：[sɛ̃ fʁɛɲ]）是法国夏朗德省的一个市镇，属于孔福朗区。

## 地理
圣弗赖涅（45°57'10"N, 0°0'39"W）面积32.1 平方千米，位于法国新阿基坦大区夏朗德省，该省份为法国西部内陆省份，北起德塞夫勒省和维埃纳省，东临上维埃纳省，东南至多尔多涅省，南至多爾多涅省，西接滨海夏朗德省。
与圣弗赖涅接壤的市镇（或旧市镇、城区）包括：布雷特、埃布雷翁、莱古尔、隆格雷、吕普索、奥拉杜尔、苏维涅、艾格尔。

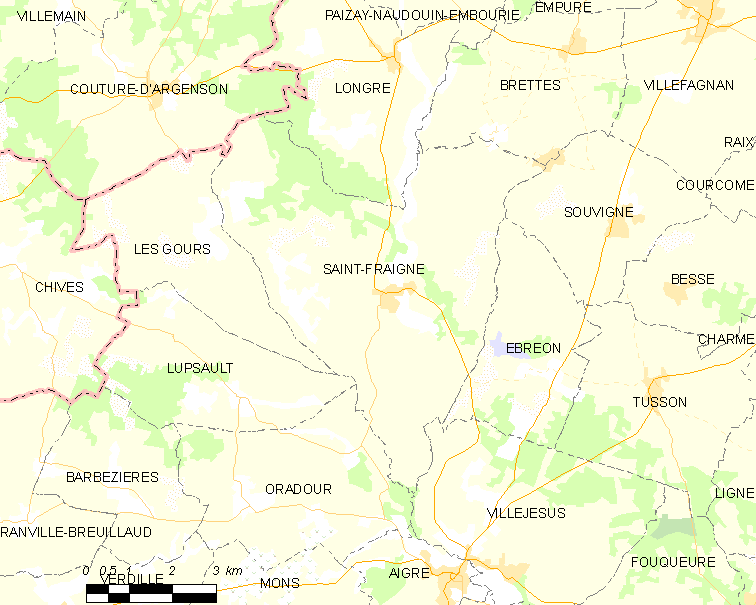
圣弗赖涅的OSM定位图

圣弗赖涅的时区为UTC+01:00、UTC+02:00（夏令时）。

## 行政
圣弗赖涅的邮政编码为16140，INSEE市镇编码为16317。

## 政治
圣弗赖涅所属的省级选区为夏朗德北县。

## 人口

1962-2008年间圣弗赖涅人口变化图示

圣弗赖涅于2022年1月1日时的人口数量为429人。